# Coppa Nordamericana di bob 2020
La Coppa Nordamericana di bob 2020 è stata l'edizione 2019-2020 del circuito continentale nordamericano del bob organizzato dalla Federazione Internazionale di Bob e Skeleton; è iniziata il 18 novembre 2019 a Lake Placid, negli Stati Uniti, e si è conclusa il 9 gennaio 2020 sempre a Lake Placid. Sono state disputate ventiquattro gare: otto per le donne e sedici per gli uomini in due differenti località. Essa si è svolta in parallelo alla Coppa Nordamericana di skeleton.

## Calendario
| Località    | Data                | Donne     | Uomini    | Uomini        |
| Località    | Data                | Bob a due | Bob a due | Bob a quattro |
| ----------- | ------------------- | --------- | --------- | ------------- |
| Lake Placid | 18–21 novembre 2019 | ●●        | ●●        | ●●            |
| Park City   | 9–11 dicembre 2019  | ●●●       | ●●●       | ●●●           |
| Lake Placid | 6–9 gennaio 2020    | ●●●       | ●●●       | ●●●           |
| Totale      | Totale              | 8         | 8         | 8             |

## Risultati

### Donne
| Data             | Località    | Specialità | Prime classificate                           | Seconde classificate                       | Terze classificate                                 |
| ---------------- | ----------- | ---------- | -------------------------------------------- | ------------------------------------------ | -------------------------------------------------- |
| 19 novembre 2019 | Lake Placid | A due      | Christine de Bruin Janine McCue Canada       | Kaillie Humphries Lauren Gibbs Stati Uniti | Martina Fontanive Nadja Pasternack Svizzera        |
| 20 novembre 2019 | Lake Placid | A due      | Kaillie Humphries Sylvia Hoffman Stati Uniti | Christine de Bruin Bianca Ribi Canada      | Brittany Reinbolt Lauren Gibbs Stati Uniti         |
| 9 dicembre 2019  | Park City   | A due      | Kristi Koplin Jasmine Jones Stati Uniti      | Kori Hol Catherine Medeiros Canada         | Melissa Lotholz Sara Villani Canada                |
| 9 dicembre 2019  | Park City   | A due      | Kristi Koplin Jasmine Jones Stati Uniti      | Kori Hol Catherine Medeiros Canada         | Melissa Lotholz Sara Villani Canada                |
| 10 dicembre 2019 | Park City   | A due      | Kristi Koplin Jasmine Jones Stati Uniti      | Kori Hol Catherine Medeiros Canada         | Melissa Lotholz Sara Villani Canada                |
| 6 gennaio 2020   | Lake Placid | A due      | Nicole Vogt Tiffeny Parker Stati Uniti       | Kristi Koplin Jasmine Jones Stati Uniti    | Kori Hol Catherine Medeiros Canada                 |
| 6 gennaio 2020   | Lake Placid | A due      | Nicole Vogt Tiffeny Parker Stati Uniti       | Kristi Koplin Jasmine Jones Stati Uniti    | Kori Hol Catherine Medeiros Canada                 |
| 7 gennaio 2020   | Lake Placid | A due      | Nicole Vogt Tiffeny Parker Stati Uniti       | Kori Hol Catherine Medeiros Canada         | Cynthia Appiah Dawn Edith Richardson Wilson Canada |

### Uomini
| Data             | Località    | Specialità | Primi classificati                                                         | Secondi classificati                                                  | Terzi classificati                                                                           |
| ---------------- | ----------- | ---------- | -------------------------------------------------------------------------- | --------------------------------------------------------------------- | -------------------------------------------------------------------------------------------- |
| 18 novembre 2019 | Lake Placid | A due      | Codie Bascue Joshua Williamson Stati Uniti                                 | Justin Kripps Benjamin Coakwell Canada                                | Geoffrey Gadbois Kristopher Horn Stati Uniti                                                 |
| 19 novembre 2019 | Lake Placid | A due      | Justin Kripps Cameron Stones Canada                                        | Won Yun-jong Kim Jin-su Corea del Sud                                 | Hunter Church Blaine McConnell Stati Uniti                                                   |
| 20 novembre 2019 | Lake Placid | A quattro  | Justin Kripps Ryan Sommer Benjamin Coakwell Cameron Stones Canada          | Benjamin Maier Marco Rangl Dănuț Ion Moldovan Sascha Stepan Austria   | Hunter Church Dakota Lynch Blaine McConnell Adrian Adams Stati Uniti                         |
| 21 novembre 2019 | Lake Placid | A quattro  | Justin Kripps Ryan Sommer Benjamin Coakwell Cameron Stones Canada          | Hunter Church Dakota Lynch Blaine McConnell Adrian Adams Stati Uniti  | Michael Vogt Oliver Gyger Silvio Weber Andrea Orsinger Svizzera                              |
| 9 dicembre 2019  | Park City   | A due      | Taylor Austin Teodor Kostelnik Canada                                      | Nick Cunningham Boone Niederhofer Stati Uniti                         | Jeff McKeen Anthony Couturier-Lagace Canada                                                  |
| 9 dicembre 2019  | Park City   | A due      | Taylor Austin Teodor Kostelnik Canada                                      | Nick Cunningham Boone Niederhofer Stati Uniti                         | Jeff McKeen Anthony Couturier-Lagace Canada                                                  |
| 10 dicembre 2019 | Park City   | A due      | Taylor Austin Mark Mlakar Canada                                           | Jeff McKeen Patrice St-Louis Pivin Canada                             | Marley Faustino De Almeida Linhares Erick Gilson Vianna Jeronimo Brasile                     |
| 11 dicembre 2019 | Park City   | A quattro  | Taylor Austin Mark Mlakar Teodor Kostelnik Keefer Joyce Canada             | Nick Cunningham Gage Smith Boone Niederhofer Alex Mustard Stati Uniti | Jeff McKeen Pierric Landry-Desranleau Anthony Couturier-Lagace Patrice St-Louis Pivin Canada |
| 11 dicembre 2019 | Park City   | A quattro  | Taylor Austin Mark Mlakar Teodor Kostelnik Keefer Joyce Canada             | Nick Cunningham Gage Smith Boone Niederhofer Alex Mustard Stati Uniti | Jeff McKeen Pierric Landry-Desranleau Anthony Couturier-Lagace Patrice St-Louis Pivin Canada |
| 11 dicembre 2019 | Park City   | A quattro  | Taylor Austin Mark Mlakar Teodor Kostelnik Keefer Joyce/Mike Evelyn Canada | Nick Cunningham Gage Smith Boone Niederhofer Alex Mustard Stati Uniti | Jeff McKeen Pierric Landry-Desranleau Anthony Couturier-Lagace Patrice St-Louis Pivin Canada |
| 6 gennaio 2020   | Lake Placid | A due      | Taylor Austin Samuel Giguère Canada                                        | Geoffrey Gadbois Dakota Lynch Stati Uniti                             | Nick Cunningham Adrian Adams Stati Uniti                                                     |
| 6 gennaio 2020   | Lake Placid | A due      | Taylor Austin Samuel Giguère Canada                                        | Geoffrey Gadbois Dakota Lynch Stati Uniti                             | Patrick Norton Brendon Thera-Plamondon Canada                                                |
| 7 gennaio 2020   | Lake Placid | A due      | Nick Cunningham Dakota Lynch Stati Uniti                                   | Geoffrey Gadbois Adrian Adams Stati Uniti                             | Taylor Austin Mark Mlakar Canada                                                             |
| 8 gennaio 2020   | Lake Placid | A quattro  | Taylor Austin Teodor Kostelnik Mark Mlakar Samuel Giguère Canada           | Nick Cunningham Chris Avery Adrian Adams Dakota Lynch Stati Uniti     | Geoffrey Gadbois Chris Walsh Boone Niederhofer Alex Mustard Stati Uniti                      |
| 8 gennaio 2020   | Lake Placid | A quattro  | Taylor Austin Teodor Kostelnik Mark Mlakar Samuel Giguère Canada           | Nick Cunningham Chris Avery Adrian Adams Dakota Lynch Stati Uniti     | Geoffrey Gadbois Chris Walsh Boone Niederhofer Alex Mustard Stati Uniti                      |
| 9 gennaio 2020   | Lake Placid | A quattro  | Taylor Austin Teodor Kostelnik Mark Mlakar Samuel Giguère Canada           | Nick Cunningham Chris Avery Adrian Adams Dakota Lynch Stati Uniti     | Jeff McKeen Pierric Landry-Desranleau Anthony Couturier-Lagace Patrice St-Louis Pivin Canada |

## Classifiche

### Bob a due donne
| Pos. | Nome pilota       | Nazione       | LAK-1 | LAK-2 | PKC-1 | PKC-2 | PKC-3 | LAK-3 | LAK-4 | LAK-5 | Punti |
| ---- | ----------------- | ------------- | ----- | ----- | ----- | ----- | ----- | ----- | ----- | ----- | ----- |
| 1    | Kori Hol          | Canada        | 8     | 7     | 2     | 2     | 2     | 3     | 3     | 2     | 808   |
| 2    | Kristi Koplin     | Stati Uniti   | 5     | 4     | 1     | 1     | 1     | 2     | 2     | DNS   | 768   |
| 3    | Shelby Williamson | Stati Uniti   | 11    | 1     | 5     | 6     | 6     | 4     | 5     | 4     | 688   |
| 4    | Melissa Lotholz   | Canada        | 9     | 6     | 3     | 3     | 3     | DNF   | 4     | 6     | 654   |
| 5    | Bianca Ribi       | Canada        | -     | -     | 6     | 5     | 5     | 5     | 6     | 5     | 544   |
| 6    | Cynthia Appiah    | Canada        | DNF   | DNS   | 4     | 4     | 4     | DNF   | DNF   | 3     | 390   |
| 7    | Nicole Vogt       | Stati Uniti   | -     | -     | -     | -     | -     | 1     | 1     | 1     | 360   |
| 8    | Ashleigh Werner   | Australia     | 12    | 12    | 7     | 7     | DSQ   | -     | -     | -     | 296   |
| 9    | Kim Yoo-ran       | Corea del Sud | -     | -     | 8     | 8     | 7     | -     | -     | -     | 244   |
| 10   | Kaillie Humphries | Stati Uniti   | 2     | 1     | -     | -     | -     | -     | -     | -     | 230   |

### Bob a due uomini
| Pos. | Nome pilota                         | Nazione       | LAK-1 | LAK-2 | PKC-1 | PKC-2 | PKC-3 | LAK-3 | LAK-4 | LAK-5 | Punti |
| ---- | ----------------------------------- | ------------- | ----- | ----- | ----- | ----- | ----- | ----- | ----- | ----- | ----- |
| 1    | Taylor Austin                       | Canada        | 7     | 5     | 1     | 1     | 1     | 1     | 1     | 3     | 878   |
| 2    | Patrick Norton                      | Canada        | 16    | 15    | 6     | 6     | 6     | 4     | 3     | 4     | 658   |
| 3    | Nick Cunningham                     | Stati Uniti   | -     | -     | 2     | 2     | 5     | 3     | 4     | 1     | 630   |
| 4    | Jeff McKeen                         | Canada        | 15    | DNF   | 3     | 3     | 2     | 6     | 6     | 6     | 630   |
| 5    | James Axel Brown                    | Regno Unito   | 18    | 18    | 9     | 9     | 9     | 9     | 8     | 10    | 536   |
| 6    | Geoffrey Gadbois                    | Stati Uniti   | 3     | 4     | -     | -     | -     | 2     | 2     | 2     | 528   |
| 7    | Ji Ho-on                            | Corea del Sud | 17    | 16    | 4     | 4     | 4     | -     | -     | -     | 380   |
| 8    | Marley Faustino De Almeida Linhares | Brasile       | DSQ   | 17    | 4     | 5     | 3     | -     | -     | -     | 334   |
| 9    | Andrew Williams                     | Nuova Zelanda | 19    | 19    | -     | -     | -     | 7     | 7     | 9     | 318   |
| 10   | Frank Delduca                       | Stati Uniti   | -     | -     | -     | -     | -     | 5     | 5     | 5     | 276   |

### Bob a quattro uomini
| Pos. | Nome pilota         | Nazione     | LAK-1 | LAK-2 | PKC-1 | PKC-2 | PKC-3 | LAK-3 | LAK-4 | LAK-5 | Punti |
| ---- | ------------------- | ----------- | ----- | ----- | ----- | ----- | ----- | ----- | ----- | ----- | ----- |
| 1    | Taylor Austin       | Canada      | 5     | 5     | 1     | 1     | 1     | 1     | 1     | 1     | 904   |
| 2    | Jeff McKeen         | Canada      | 14    | 14    | 3     | 3     | 3     | 5     | 5     | 3     | 704   |
| 3    | Nick Cunningham     | Stati Uniti | -     | -     | 2     | 2     | 2     | 2     | 2     | 2     | 660   |
| 4    | Patrick Norton      | Canada      | -     | -     | 4     | 4     | 4     | DNF   | DNF   | 5     | 380   |
| 5    | Geoffrey Gadbois    | Stati Uniti | 10    | 13    | -     | -     | -     | 3     | 3     | DNF   | 336   |
| 6    | Bryan Berghorn      | Stati Uniti | -     | -     | -     | -     | -     | 4     | 4     | 4     | 288   |
| 7    | Derek van den Brink | Canada      | -     | -     | 5     | 5     | 5     | -     | -     | -     | 276   |
| 8    | Shanwayne Stephens  | Giamaica    | -     | -     | 6     | 7     | 6     | -     | -     | -     | 260   |
| 9    | Dave Nicholls       | Israele     | -     | -     | 7     | 6     | 7     | -     | -     | -     | 256   |
| 10   | Justin Kripps       | Canada      | 1     | 1     | -     | -     | -     | -     | -     | -     | 240   |

### Combinata maschile
| Pos. | Nome pilota                         | Nazione     | Punti |
| ---- | ----------------------------------- | ----------- | ----- |
| 1    | Taylor Austin                       | Canada      | 1782  |
| 2    | Jeff McKeen                         | Canada      | 1334  |
| 3    | Nick Cunningham                     | Stati Uniti | 1290  |
| 4    | Patrick Norton                      | Canada      | 1038  |
| 5    | Geoffrey Gadbois                    | Stati Uniti | 864   |
| 6    | Derek van den Brink                 | Canada      | 520   |
| 7    | Shanwayne Stephens                  | Giamaica    | 508   |
| 8    | Justin Kripps                       | Canada      | 470   |
| 9    | Marley Faustino De Almeida Linhares | Brasile     | 470   |
| 10   | Hunter Church                       | Stati Uniti | 410   |